# Ostatnia noc
Ostatnia noc (ros. Последняя ночь, Posledniaja nocz) – radziecki dramat z 1936 roku w reżyserii Julija Rajzmana o rewolucji październikowej powstały według motywów opowiadania Jewgienija Gabriłowicza Tichij Browkin. Debiut kinowy Aleksieja Konsowskiego.

## Fabuła
Akcja filmu rozgrywa się w ciągu jednej nocy w dwóch rodzinach, fabrykanta i robotnika, gdy w okolicach Dworca Briańskiego wybucha powstanie.

## Obsada
- Nikołaj Dorochin jako Piotr Zacharkin
- Igor Arkadin jako Siemichatow, sprzedawca
- Tatjana Okuniewska jako Lena Leontjewa
- Osip Abdułow jako pułkownik
- Władimir Gribkow jako Michajłow, przewodniczący komitetu rewolucyjnego
- Michaił Chołodow jako Sosin, chorąży
- Aleksiej Konsowski jako Kuźma Zacharkin
- Iwan Pieltcer jako Zacharkin, ojciec
- Władimir Popow jako Ilja Zacharkin
- Nikołaj Rybnikow jako Leontjew, ojciec
- Siergiej Wieczesłow jako Aleksiej Leontjew
- Marija Jarocka jako Zacharkina, matka